# Chim di vằn
Chim di vằn hay sẻ vằn, manh manh (danh pháp hai phần: Taeniopygia guttata, trước đây là Poephila guttata) là một loài chim lá thuộc họ Chim di. Đây là loài chim estrildida phổ biến và quen thuộc của Trung bộ Úc châu và có phạm vi phân trên hầu hết lục địa Úc, chỉ vắng mặt ở miền nam ẩm và mát xa vùng cực bắc nhiệt đới. Loài chim này có mặt trong thiên nhiên ở Indonesia và Đông Timor. Loài này đã được du nhập vào Puerto Rico, Bồ Đào Nha, Brasil và Hoa Kỳ.
Loài chim sống trên mặt đất có chiều dài khoảng 10 cm (3.9 in); chúng thường ăn các hạt cỏ.

## Phân loài
Loài sẻ vằn có các phân loài sau:
- T. g. guttata
- T. g. castanotis